# Успенка (Пермский край)
Успе́нка — деревня в Пермском крае России. Входит в Чусовской городской округ.

## География
Село находится в западной части округа на правом берегу реки Чусовая примерно в 4 километрах по прямой на серо-запад от поселка Верхнечусовские Городки.

## История
Село возникло при Успенском монастыре, основанном в 1571 году Трифоном Вятским и упраздненном в 1764 году.
С 2004 до 2019 года деревня входила в состав ныне упразднённого Никифоровского сельского поселения Чусовского муниципального района.

## Население
| 2010 | 2021 |
| ---- | ---- |
| 236  | ↗252 |

## Инфраструктура
Церковь Успения Пресвятой Богородицы.
Здесь в 1570 году преподобный Трифон Вятский построил для своего уединения келью-часовню.

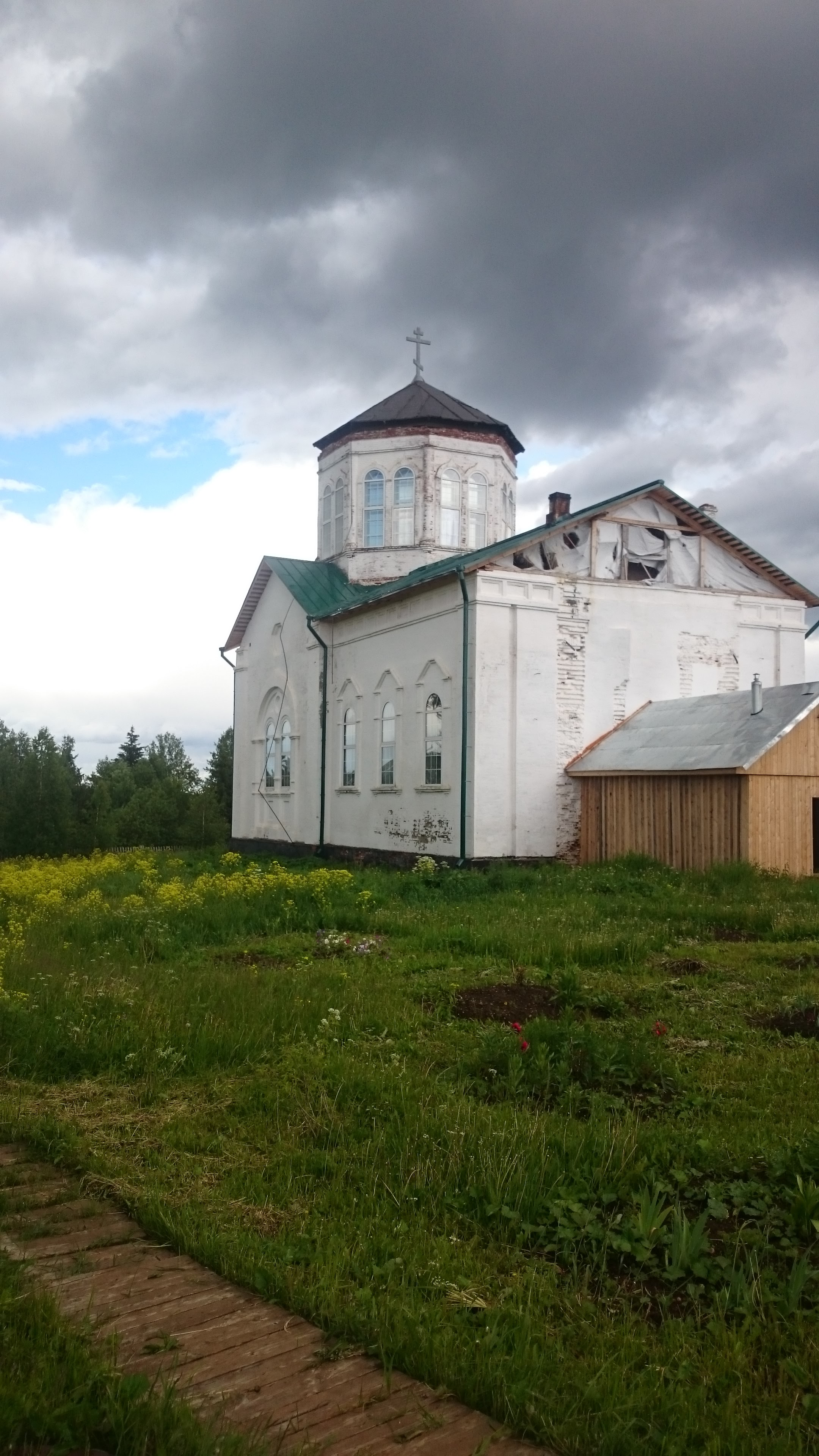
Церковь Успения Пресвятой Богородицы